# Cessna 162
Die Cessna 162 Skycatcher ist ein Leichtflugzeug des amerikanischen Herstellers Cessna, das von 2009 bis 2013 gebaut wurde.

## Geschichte
Das kleinste Flugzeug aus dem Hause Cessna war die zweisitzige C-140, welche später mit nur geringfügigen Änderungen unter den Modellnummern C-150 und C-152 weltweit bekannt wurde. In allen Varianten wurden über 30.000 Flugzeuge dieser Modellreihe gefertigt. Wegen seiner niedrigen Betriebskosten und gutmütigen Flugeigenschaften ist das Flugzeug bis heute eines der Standardmodelle bei der Pilotenausbildung. Über 75 % der alten Modellreihe sind noch immer im Einsatz. Im Jahr 1985 beschloss Cessna aus Gründen des amerikanischen Produkthaftungsrechtes, keine Leichtflugzeuge mehr zu produzieren.
Die anderen Modellreihen des Herstellers wurden ab 1996 wieder produziert, jedoch dauerte es noch weitere zehn Jahre, bis Cessna beim EAA AirVenture Oshkosh im Juli 2006 einen Nachfolger der C-152 vorstellte, der dort zunächst die Bezeichnung Cessna LSA trug. Während die Motorisierung vom bewährten Vorgängermodell übernommen wurden, ist der Innenraum deutlich breiter, außerdem erhielt die zweisitzige C-162 im Innenraum ein modernes Garmin-G300-Glascockpit, welches speziell für dieses kleine Modell angepasst wurde.
Das Flugzeug ist zugelassen für Tag- und Nachtflüge nach Sichtflugregeln (VFR), nicht aber für Flüge nach Instrumentenflugregeln (IFR). Die erste Serie SkyCatcher hatte im Mai 2008 (rund acht Wochen nach dem Prototyp) ihren Erstflug. Die erste in Shenyang in der Volksrepublik China bei der Shenyang Aircraft Corporation für den amerikanischen Markt gebaute Maschine hatte am 17. September 2009 ihren Erstflug. Der etwa 400 kg schwere Metall-Zweisitzer wurde in den USA in der LSA-Klasse zugelassen und wurde anfangs für 111.500 Dollar verkauft; bis 2011 war der Preis jedoch schon auf 149.000 Dollar gestiegen.
Die Maschine ist mit einem 74-kW-Continental-Kolbenmotor ausgerüstet und erreicht eine Höchstgeschwindigkeit von 219 km/h sowie eine Reichweite von 870 km. Im Sommer 2011 wurde die 100. Maschine ausgeliefert und Cessna gab bekannt, die Maschine modernisieren zu wollen. So wurde unter anderem der Aluminiumpropeller durch ein Modell aus Compositwerkstoffen von McCauley ersetzt.
In Europa erhielt die Cessna keine Musterzulassung durch die EASA. Auch der inzwischen auf 149.000 Dollar erhöhte Preis erwies sich als nicht mehr konkurrenzfähig.
Im Januar 2014 gab Cessna die Einstellung des Verkaufs bekannt. Bis dahin waren 192 Exemplare verkauft worden. Die verbliebenen 80 unverkauften Maschinen sollen als Ersatzteilspender zerlegt werden.
Ende 2016 wurden die bei Cessna seit 2014 eingelagerten restlichen Skycatcher verschrottet. Es soll sich um 67, nach anderer Quelle um etwa 80 Exemplare gehandelt haben. In Europa ist nur eine einzige Maschine zugelassen (Stand 2015), und zwar die deutsche D-EUSD, Werknummer 043.

## Technische Daten
| Kenngröße             | Daten                                       |
| --------------------- | ------------------------------------------- |
| Besatzung             | 1                                           |
| Passagiere            | 1                                           |
| Länge                 | 6,73 m                                      |
| Spannweite            | 9,26 m                                      |
| Höhe                  | 2,24 m                                      |
| Flügelfläche          | 11,15 m²                                    |
| Kabinengröße          | 2,32 × 1,19 × 1,11 m (L × H × B)            |
| Nutzlast              | 218 kg                                      |
| Leermasse             | 376 kg                                      |
| max. Startmasse       | 599 kg                                      |
| Reisegeschwindigkeit  | 207 km/h                                    |
| Höchstgeschwindigkeit | 218 km/h                                    |
| Dienstgipfelhöhe      | 4727 m                                      |
| Reichweite            | 870 km in 1830 m Höhe                       |
| Triebwerke            | 1 × Continental O-200D mit 74,6 kW (100 PS) |